# Watermael-Boitsfort
Watermael-Boitsfort (niderl. Watermaal-Bosvoorde) – miasto i gmina w Belgii, jedna z 19 w dwujęzycznym Regionie Stołecznym Brukseli, w Okręgu Stołecznym Brukseli. 1 stycznia 2023 liczyła 25 392 mieszkańców. Pod względem powierzchni jest największym miastem regionu stołecznego.

## Historia
Najstarsza wzmianka o Watermael pochodzi z 914 roku. Do początku XIX wieku, Watermael i Boitsfort były dwiema odrębnymi osadami.
Zajęta od 1794 roku Belgia pozostawała pod panowaniem francuskim. Aby obniżyć koszty, na podstawie cesarskiego dekretu z 22 stycznia 1811 roku, z dniem 1 maja 1811 Watermael i Boitsfort zostały ponownie zjednoczone. Pierwszym burmistrzem został Van Campenhout. Dążył on do modernizacji dróg, ale osiągnięty rezultat mimo wielkich wysiłków, nie był duży gdyż w tym czasie większość populacji Watermael-Boitsfort składała się głównie z drwali, robotników rolnych i rzemieślników. Dużą część gminy zajmuje brukselski las miejski Forêt de Soignes (Zoniënwoud).

## Współpraca
Miejscowości partnerskie:
- Annan, Szkocja
- Chantilly, Francja
- Hegyvidék, Węgry